# Ilam (Staffordshire)
Pour les articles homonymes, voir Ilam (homonymie).
Ilam est un village et une paroisse civile du Staffordshire, en Angleterre.